# زبان‌های موردوویایی
زبان‌های موردوویایی (روسی: Мордовские языки) زیرگروهی از زبان‌های اورالی هستند که شامل زبان‌های ارزیا و موکشا (که هر دو در موردوویا گویش می‌شوند) هستند. امروزه این گروه را به عنوان یک خانواده زبانی کوچک می‌شناسند در حالی که پیشتر از آن به عنوان «تک‌زبان موردوی» یاد می‌شد. به دلیل تفاوت در واج‌شناسی، واژه‌نامه و دستور زبان، ارزیا و موکشا برای یکدیگر قابل درک نیستند، تا آنجا که برای ارتباطات بین گروهی بیشتر از زبان روسی استفاده می‌شود.
دو زبان موردوویایی گونه‌های ادبی جداگانه‌ای نیز دارند. زبان ادبی ارزیا در سال ۱۹۲۲ و موکشا در سال ۱۹۲۳ ایجاد شد.
زبان قرون وسطایی مشچرایی نیز ممکن است موردوویایی یا نزدیک به آن بوده باشد.